# Moajjed-al-Molk
Moajjed-al-Molk (pełne imię: Moajjed-al-Molk Obajdallah-e Nezam-al-Molk) (zm. 1101) – wezyr Wielkich Seldżuków Berk-Jaruka (1092 - 1104) i Mohammada Tapara (1105 - 1118).
Był synem Nezam-al-Molka. W roku 1094 Berk-Jaruk mianował go swoim wezyrem, pomimo swoich zdolności Moajjed-al-Molk utracił jednak to stanowisko już w następnym roku z powodu wrogości matki sułtana, Zobajdy-chatun, oraz jego rywala Madżd-al-Molka Balasaniego. Kolejnym wezyrem został brat Moajjeda-Al-Molka, Fachr-Al-Molk Abo-al-Mozaffar, który był jego śmiertelnym wrogiem od czasu gdy pokłócił się z nim o pozostawione w spadku przez ojca klejnoty. Moajjed-al-Molk dążył od tej pory do obalenia władzy Berk-Jaruka. Udało mu się przekonać do buntu przeciwko temu ostatniemu byłego namiestnika Farsu Önera, który w roku 1099 zebrał w Reju 10 tys. ludzi, bunt jednak zakończył się gdy jego przywódca został zabity przez jednego ze swoich tureckich gholamów. W tej sytuacji Moajjed-al-Molk uciekł do Mohammada Tapara, który niezwłocznie mianował go swoim wezyrem. Moajjed-al-Molk stał się głównym motorem walki Mohammada Tapara o sułtanat. W roku 1100 Mohammad pokonał Berk-Jaruka w bitwie, jednak temu ostatniemu udało się odbudować swoje siły i w roku następnym zwyciężyć armię Mohammada w pobliżu Hamadanu. W wyniku tej bitwy Moajjed-al-Molk dostał się do niewoli i ze względu na matkę Berk-Jaruka oraz imputowanie sułtanowi ismailickich sympatii został przez niego osobiście stracony.